# Пастиччо
Пасти́ччо (итал. pasticcio, фр. pastiche, дословно — «паштет»; в переносном смысле — «смесь, мешанина») — опера, музыка которой заимствована из различных ранее написанных опер нескольких или (реже) одного композитора. Этот тип оперы начал распространяться с конца XVII века, был особенно популярен в Италии в XVIII веке. Автор пастиччо может использовать как собственные произведения (например, Гендель создал таким образом пастиччо «Орест», а Глюк — «Аршак»), так и музыку других авторов: например, Нидермейер написал оперу «Роберт Брус», заимствуя материал из опер Россини. Иногда термин применяют и к другим музыкальным произведениям, созданным по этому же принципу («Моцартиана» Чайковского, «Паганиниана» и «Скарлаттиана» Казеллы, «Пульчинелла» Стравинского, «Чимарозиана» Малипьеро).
В другом своём значении термин пастиччо применяется также к музыкальным композициям, создаваемым по частям несколькими авторами.

## Примеры пастиччо
- «Томирис, королева Скифии»
- «Айвенго»
- «Муций Сцевола»
- «Маркиза де Бреивилье»
- «Долг первой заповеди»
- «Новобрачные Эйфелевой башни»